# Franck Tortiller

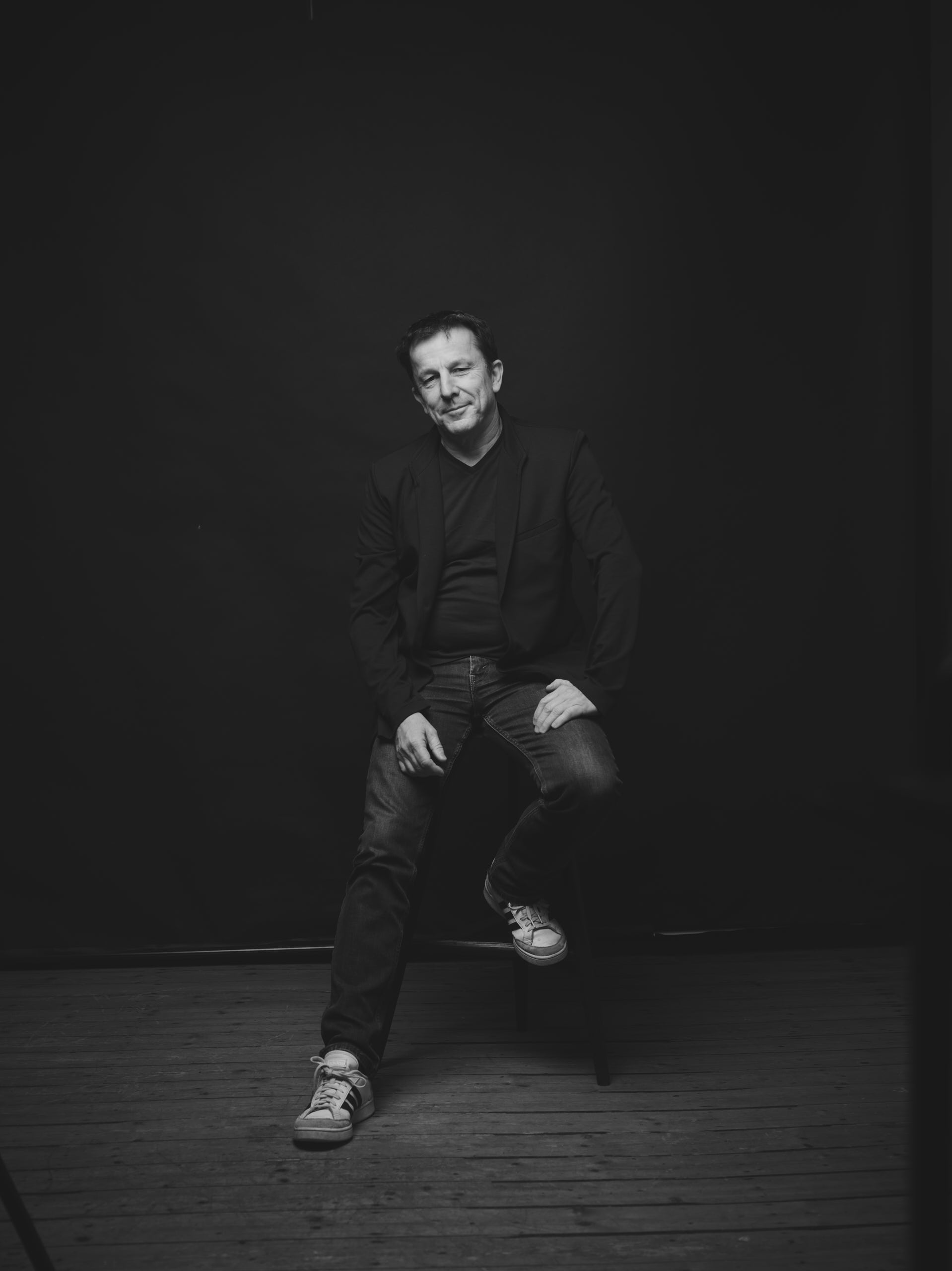
Franck Tortiller, 2023

Franck Tortiller (* 1963 in Saint-Léger-sur-Dheune) ist ein französischer Jazz-Vibraphonist, Marimba-Spieler, Komponist und Bigband-Leader.

## Leben und Wirken
Tortiller studierte am Konservatorium von Dijon und danach in Paris am Conservatoire national supérieur de musique et de dance de Paris, wo er Percussion studierte (und Musiktheorie, 1. Preis für Musik-Analyse des CNSMDP). 1989 gewann er als Solist den ersten Preis beim Concours National de Jazz de La Défense. Er begleitete Juliette Gréco und war Mitglied des Quintetts von Claude Barthélémy. Ein erstes Album in einem kollaborativen Trio  mit dem Schlagzeuger Pascal Vignon und dem Bassisten Yves Rousseau Les Jours De Fête: Hommage à Jacques Tati erschien 1996 (CC Production). Weitere Trio-Aufnahmen sind „Early Dawn“ (2005) mit dem Schlagzeuger David Duteil und dem Bassisten Yves Torchinsky und „Impertinance“ mit Michel Godard (Tuba) und Patrice Héral (Percussion). Mit den Letztgenannten bildet er aktuell (2013) ein kooperatives Trio. Seit 2009 leitet er ein Quartett mit Matthieu Michel, Patrice Héral und Bassist Antoine Reininger. Außerdem tritt er Solo und im Duo mit Héral auf. 2016 veröffentlicht er eine CD mit dem Titel „Rhapsody in Paris“, die zusammen mit dem Pariser Orchester Pasdeloups entstanden ist. Seit 2015 spielt Tortiller regelmäßig in Deutschland, mit der Saxophonistin Alexandra Lehmler zusammen, auf deren CD-Veröffentlichung „Sans mots“ er zu hören ist. Dabei wirken auch Héral und der Bassist Matthias Debus mit.
Seit 2021 spielen Tortiller und Lehmler in einer Duoformation, die sich Aerial nennt. In dieser Formation ist im April 2023 eine erste Platte erschienen.
Tortillers aktuelles Projekt „Collective Franck Tortiller“ ist derzeit mit unterschiedlichen Programmen auf Tour. 2018 wurde mit der Big Band artigen Formation die erste Platte auf Tortillers Label MCO veröffentlicht.
Das Label MCO ist das eigene Plattenlabel des Musikers.
Zwischen 1993 und 2000 war er Mitglied des Vienna Art Orchestra (Aufnahmen „American Rhapsody“ mit Dee Dee Bridgewater und Shirley Horn, „Duke Ellington and Charles Mingus“). Auch war er Mitglied im Quartett von Simon Spang-Hanssen, im Sextett von Jean-Marc Padovani (Out. Tribute to Eric Dolphy) und in verschiedenen Formationen von Michel Godard (Cousins Germains, Archangelica, Ivresses) und Christian Muthspiel.
Von 2005 bis 2008 war er Leiter des Orchestre National de Jazz (Alben „Electrique“, der Led-Zeppelin-Tribute „Close to Heaven“). Für sein zunächst mit diesem Orchester aufgeführtes Programm „Sentimental ¾“ erhielt er 2007 den Django d’Or (Frankreich) als beste Live-Musik.
Als Komponist schrieb er u. a. Auftragskompositionen für das Orchestre de Massy und Radio France, aber auch für seine eigene Großformation.
Tortiller ist Gründer des Festivals „Jazz à Couches“.

## Diskographische Hinweise
- Tortiller/Godard/Héral impertinAnce, 2006
- Franck Tortiller Orchestre Sentimental ¾ (mit Jean Gobinet, Herbert Joos, Jean-Louis Pommier, Michel Marre, Bruno Wilhelm, Éric Séva, Vincent Limouzin, Eric Bijon, Yves Torchinsky, Patrice Héral), 2008
- Franck Tortiller Orchestre Janis the Pearl (mit Jacques Mahieux, Matthieu Michel, Jean Gobinet, Anthony Caillet, Jean-Louis Pommier, Matthieu Vial-Collet, Yves Torchinsky, Patrice Héral), 2012
- Christian Muthspiel 4, Seven Teures, 2013
- Franck Tortiller, Francois Corneloup, Singing Fellows, 2015
- Franck Tortiller et Orchestre Pasdeloup, Rhapsody in Paris, 2016
- Alexandra Lehmler, Sans mots (mit Patrice Héral, Herbert Joos, Matthias Debus), 2017
- Franck Tortiller Collectiv, 2018
- Quatuor Debussy, Debussy... et le jazz, 2018
- Alexandra Lehmler, Studiokonzert, 2020
- Les heures Propices – Franck Tortiller & Misja Fitzgerald 2021
- Orchestre Franck Tortiller – Back to heaven 2022
- Alexandra Lehmler & Franck Tortiller, Aerial 2023